# Кеннилли, Марк
Марк Кеннилли (англ. Mark Kenneally) — ирландский бегун на длинные дистанции, который специализируется в марафоне. На олимпийских играх 2012 года 57-е место с результатом 2:21.13. Занял 18-е место на Амстердамском марафоне 2011 года с личным рекордом — 2:13.55.

## Достижения
- 94-е место на чемпионате мира по кроссу 2002 года
- 72-е место на чемпионате мира по кроссу 2004 года
- 89-е место на чемпионате мира по кроссу 2005 года
- 68-е место на чемпионате мира по кроссу 2009 года